# 엔젤 오브 더 윈즈 아레나
엔젤 오브 더 윈즈 아레나(영어: Angel of the Winds Arena)은 미국 워싱턴주 에버렛에 위치한 실내 경기장이다. 2019년, 2021년 WNBA 시애틀 스톰의 임시 홈경기장으로 사용했다.